# Memorial Oleg Dyachenko
Das Memorial Oleg Dyachenko ist ein russisches Straßenradrennen.
Das Memorial Oleg Dyachenko ist ein Eintagesrennen, das 2004 zum ersten Mal ausgetragen wurde. Seit 2005 ist es auch Teil der UCI Europe Tour und ist in die UCI-Kategorie 1.2 eingestuft. Das Rennen findet im Mai statt.

## Siegerliste
- 2015  Mychajlo Kononenko
- 2014  Andrei Solomennikow
- 2013  Alexander Rybakow
- 2012  Alexander Rybakow
- 2011  Dmitri Kossjakow
- 2010  Alexander Mironow
- 2009  Michail Antonow
- 2008  Timofei Krizki
- 2007  Sergei Firsanow
- 2006  Aljaksandr Kuschynski
- 2005  Maxim Karpatschew
- 2004  Eduard Worganow